# Inglês escrito padrão
O Inglês escrito padrão ou Standard written English refere-se à forma culta do inglês, pois está escrito de acordo com autoridades prescritivas associadas a editoras e escolas; as variedades padrão de inglês em todo o mundo se alinham em grande parte aos padrões ortográficos britânicos ou americanos. Como não há um órgão regulador para o inglês, há algum desacordo sobre o uso formal ou padrão, embora haja concordância suficiente de que a forma escrita do inglês é relativamente transcendente da variação dialetal.  Além de ser usado em mídias escritas como livros e jornais, também é a base do inglês manualmente codificado.
John H. Fisher, autor de The Emergence of Standard English, observa que, em espanhol, italiano, francês e inglês, as línguas escritas se padronizaram antes das línguas faladas e fornecem quadros de referência para o que é considerado discurso padrão. Ele disse, em uma entrevista para o Children of the Code project: 
 Cheguei à conclusão de que toda a discussão da padronização da linguagem era uma discussão das formas escritas da língua.  Não tinha nada a ver com a língua falada.  Nós não temos a língua falada padronizada ainda.  Quando dizemos que estamos falando inglês padrão, o que estamos fazendo é transferir para o nosso vocabulário falado e sintaxe os elementos da linguagem escrita.  O que é padrão no que você e eu estamos falando agora é o que recebemos da nossa escrita. 

## Relação com formas faladas
Existem construções gramaticais e palavras que se usa na fala que geralmente evita-se em composições escritas. Mesmo no mais coloquial dos chats online, interjeições como "like" são mais raras do que na fala.
Stephen Fry declarou sua opinião sobre as exclusividades do inglês escrito em um ensaio anônimo sobre Wodehouse: 
A linguagem, no entanto, vive e respira em sua forma escrita e impressa. Deixe-me usar um exemplo, tomado aleatoriamente. Abro um livro de histórias e vejo Bertie e Jeeves discutindo sobre um jovem chamado Cyril Bassington-Bassington.

Jeeves: "Estou familiarizado com o nome Bassington-Bassington, senhor. Há três ramos da família Bassington-Bassington – o Shropshire Bassington-Bassingtons, o Hampshire Bassington-Bassingtons, e o Kent Bassington-Bassingtons."

Bem, tente tanto quanto os atores podem, essa troca sempre funcionará melhor na página.
  Wodehouse usa esse aspecto da linguagem escrita quando o nome " Psmith " é explicado na página como sendo "Psmith" com um "P" silencioso como em "Pshrimp".  Este humor não pode ser traduzido para a palavra falada.